# 水上清資
水上 清資（みなかみ せいし、1967年 - ）は、日本の脚本家。熊本県出身。

## 経歴
実写映画の仕事に就きたいと考え、映画の撮影現場にて飛び込みで映画監督であり社長でもある某人物に弟子入りをするが、なぜかAVの撮影スタジオの管理人の仕事を押し付けられる。映画監督兼社長の事務所には3年務めるが「まともな仕事が出来るようになるのは難しい」と感じ、独力での脚本家への転身を決意。
アルバイトを転々としながら脚本コンテストへと応募をしては落とされを繰り返すが、バイトで務めていたコピーライターの仕事でVシネマのプロデューサーと知り合い、プロットから脱稿まで締切一週間の過密スケジュールでVシネマの脚本を書くこととなり、脚本家デビューを果たすこととなる。
その後、続々とVシネマの脚本を手がけるがそっち系のプロダクションで仕事をした際に、半年間仕事をしても1円もギャラを払ってもらえず生活に困ったが、直後に別のプロダクションの関係者からアニメ脚本の仕事を紹介され『VIRUS -VIRUS BUSTER SERGE-』の第3話「WE STAND ALONE」を担当することとなり、本人曰く「ビギナーズラックで上手く行った」とのこと。その後はアニメ作品をメインに手がけるようになる。

## 人物
過去に『ローゼンメイデン』の仕事が来たが、当時は萌えものに理解が無く「人形が喋るぅ～ありえね～！」と思い断ってしまったらヒットしてしまいガッカリしたとのこと（ちなみに現在では萌えのある作品も手がけている）。
音楽ファンであり、好きなものはYMO、クラフトワーク、トーキング・ヘッズなど。

## 主な作品

### テレビアニメ
1997年
- VIRUS -VIRUS BUSTER SERGE-（脚本）

1998年
- Bビーダマン爆外伝（脚本）
- スーパードール★リカちゃん（脚本）
- MASTERキートン（1998年 - 1999年、脚本）

1999年
- Bビーダマン爆外伝V（脚本）

2000年
- ブギーポップは笑わない Boogiepop Phantom（脚本）
- 陽だまりの樹（脚本）

2001年
- 爆転シュート ベイブレード（脚本）
- ちっちゃな雪使いシュガー（脚本）

2002年
- G-onらいだーす（シリーズ構成、脚本）

2003年
- ガンパレード・マーチ 〜新たなる行軍歌〜（脚本）

2004年
- 光と水のダフネ -DAPHNE IN THE BRILLIANT BLUE-（シリーズ構成、脚本）
- 妄想代理人（シリーズ構成、脚本）

2006年
- よみがえる空 -RESCUE WINGS-（脚本）
- ケモノヅメ（脚本）※湯浅政明と共同
- あさっての方向。（シリーズ構成、脚本）
- スーパーロボット大戦OG -ディバイン・ウォーズ-（脚本）

2007年
- スカルマン THE SKULL MAN（脚本）
- 怪物王女（脚本）
- シグルイ（シリーズ構成、脚本）
- キミキス pure rouge（2007年 - 2008年、脚本）
- 灼眼のシャナII（2007年 - 2008年、脚本）

2008年
- 鉄腕バーディー DECODE（脚本）
- とある魔術の禁書目録（2008年 - 2009年、脚本）

2009年
- 鉄腕バーディー DECODE:02（シリーズ構成、脚本）※シリーズ構成は大野木寛と共同
- 青い花（脚本）
- 鋼の錬金術師 FULLMETAL ALCHEMIST（2009年 - 2010年、脚本）
- とある科学の超電磁砲（2009年 - 2010年、シリーズ構成、脚本）

2010年
- 世紀末オカルト学院（シリーズ構成、脚本）
- バクマン。（2010年 - 2011年、脚本）
- とある魔術の禁書目録II（2010年 - 2011年、脚本）

2011年
- 魔乳秘剣帖（シリーズ構成、脚本）
- 神様のメモ帳（シリーズ構成、脚本）
- NO.6（シリーズ構成、脚本）
- 灼眼のシャナIII-FINAL-（脚本）
- 境界線上のホライゾン（脚本）

2013年
- とある科学の超電磁砲S（シリーズ構成、脚本）

2015年
- 牙狼 -紅蓮ノ月-（脚本）

2016年
- DAYS（脚本）

2017年
- 鬼平（脚本）
- バチカン奇跡調査官（シリーズ構成、脚本）

2018年
- ラストピリオド -終わりなき螺旋の物語-（脚本）

2019年
- 叛逆性ミリオンアーサー（脚本）

2020年
- ミュークルドリーミー（脚本）

2021年
- BLUE REFLECTION RAY/澪（脚本）

2023年
- シュガーアップル・フェアリーテイル（シリーズ構成、脚本）
- 贄姫と獣の王（シリーズ構成・脚本）

2025年
- ハニーレモンソーダ（脚本）

### 劇場アニメ
- スーパードール★リカちゃん リカちゃん絶体絶命!ドールナイツの奇跡（1999年、脚本）
- パプリカ（2006年、脚本）※今敏と共同
- ねずみ物語 〜ジョージとジェラルドの冒険〜（2007年、脚本）

### OVA
- エイリアン9（2001年、脚本）
- とある科学の超電磁砲（2010年、シリーズ構成、脚本）
- まじもじるるも 完結編（2019年、脚本[7]）

### 実写映画
- 空へ-救いの翼 RESCUE WINGS-（2008年、脚本）※内藤忠司、手塚昌明、大森一樹と共同